# Мальборк (гмина)
Мальборк (пол. Malbork) — сельская гмина (волость) в Польше, входит как административная единица в Мальбурский повет, Поморское воеводство. Население — 3991 человек (на 2004 год).

## Демография
| Перепись                       | Всего   | Всего | Женщины | Женщины | Мужчины | Мужчины |
| ------------------------------ | ------- | ----- | ------- | ------- | ------- | ------- |
| Единицы                        | человек | %     | человек | %       | человек | %       |
| Население                      | 3991    | 100   | 1959    | 49,1    | 2032    | 50,9    |
| Плотность населения (чел./км²) | 39,5    | 39,5  | 19,4    | 19,4    | 20,1    | 20,1    |

## Соседние гмины
1. Гмина Лихновы
2. Мальборк
3. Гмина Милорадз
4. Гмина Новы-Став
5. Гмина Старе-Поле
6. Гмина Стары-Тарг
7. Гмина Штум